# Cody (Wyoming)
Cody è una città degli Stati Uniti d'America, capoluogo della Contea di Park nello Stato del Wyoming. Nel censimento del 2000 la sua popolazione era di 8 835 abitanti. La città è nota per la sua vicinanza al Parco nazionale di Yellowstone, e deve il suo nome a Buffalo Bill, il cui vero nome era William Frederick Cody.

## Geografia fisica
Secondo i rilevamenti dello United States Census Bureau, la città di Cody si estende su una superficie di 24,7 km², dei quali 24,0 km² sono occupati da terre, mentre 0,7 km² sono occupati da acque.

## Popolazione
Secondo il censimento del 2000, a Cody vivevano 8 835 persone, ed erano presenti 2.403 gruppi familiari. La densità di popolazione era di 367,7 ab./km². Nel territorio comunale si trovavano 4 113 unità edificate. Per quanto riguarda la composizione etnica degli abitanti, il 96,90% era bianco, lo 0,10% era afroamericano, lo 0,42% era nativo, lo 0,58% proveniva dall'Asia e lo 0,05% proveniva dall'Oceano Pacifico. Lo 0,85% della popolazione apparteneva ad altre razze e l'1,11% a due o più. La popolazione di ogni razza ispanica corrispondeva al 2,22% degli abitanti.
Per quanto riguarda la suddivisione della popolazione in fasce d'età, il 24,8% era al di sotto dei 18, il 7,2% fra i 18 e i 24, il 26,4% fra i 25 e i 44, il 24,9% fra i 45 e i 64, mentre infine il 16,6% era al di sopra dei 65 anni di età. L'età media della popolazione era di 40 anni. Per ogni 100 donne residenti vivevano 90,9 uomini.
Al 2020 la popolazione aveva raggiunto 9 860 abitanti.

## Infrastrutture e trasporti
Cody è collegata via aerea grazie alla presenza dell'aeroporto regionale di Yellowstone, collocato ai margini sudorientali dell'abitato.

## Cultura

### Musei
- Centro dell'ovest Buffalo Bill

## Amministrazione

### Gemellaggi
- Lanchkhuti
- Camaiore, dal 2017